# Erigone stygia
Erigone stygia är en spindelart som beskrevs av Willis J. Gertsch 1973. Erigone stygia ingår i släktet Erigone och familjen täckvävarspindlar. Inga underarter finns listade i Catalogue of Life.